# 조선민주주의인민공화국의 잠수함
북한이 잠수함을 처음 개발한 것은 1960년대로 알려져 있다. 유고슬라비아로부터 설계도를 입수하여 제작했다는 것이다. 대한민국에서는 북한이 1960년대 초까지는 2척, 1970년대 초에는 4척, 1980년대 초에는 19척, 1990년대 초에는 모두 24척의 잠수함을 보유한 것으로 알려져 있었다.
북한은 1960년대 후반에 소련으로부터 잠수함을 제공받았으며, 1990년대에는 러시아로부터 폭스트롯급, 골프2급 등의 퇴역하는 잠수함들을 수입하였다. 골프2급 잠수함은 노동 1호를 탑재할 수 있다고도 전해졌다. 1998년초에는 북한이 47척의 잠수정과 45척의 잠수함을 보유하였다고 보도되었다.
1980년대 후반에는 북한이 이란에 X크라프트형 잠수정을 수출하였다는 의혹이 제기되었다.
2014년에는 북한이 잠수함이 잠수정을 포함하여 모두 78척으로 숫자상으로는 세계에서 가장 많은 잠수함을 보유하고 있다고 보도되었다.
북한은 중국제 033형을 개조한 것으로 추정되는 1800톤급의 로미오급 잠수함과, 370톤급의 상어급 잠수함, 90톤급의 유고급 잠수함, 그 외에 연어급과 가디르급 잠수함을 건조, 보유하고 있는 것으로 알려져 있다.
북한은 서해 비파곶과 동해 차호 등에 잠수함 기지를 갖고 있다고 보도되었다.